# Saison 6 de The Americans
Chronologie
Saison 5
Cet article présente le guide des épisodes de la sixième et dernière saison de la série télévisée américaine The Americans.

## Généralités
- Aux États-Unis, cette saison est diffusée du 28 mars 2018 au 30 mai 2018 sur FX.
- Au Canada, elle a été diffusée en simultané sur FX Canada.

## Distribution

### Acteurs principaux
- Matthew Rhys (VF : Arnaud Arbessier) : Phillip Jennings
- Keri Russell (VF : Barbara Delsol) : Elizabeth Jennings
- Noah Emmerich (VF : Michel Dodane) : Stan Beeman, agent du FBI
- Keidrich Sellati (VF : Samuel Bellonie) : Henry Jennings
- Holly Taylor (VF : Clara Quilichini) : Paige Jennings
- Costa Ronin (VF : Miglen Mirtchev) : Oleg Igorevich Burov
- Brandon J. Dirden (en) : agent du FBI Dennis Aderholt
- Margo Martindale : Claudia, superviseure des Jennings

### Acteurs récurrents
- Laurie Holden : Renee
- Scott Cohen : Glenn Haskard
- Miriam Shor : Erica Haskard
- Lev Gorn : Arkady Ivanovich Zoko

## Épisodes

### Épisode 1:Main morte
- États-Unis /  Canada : 28 mars 2018 sur FX[1] / FX Canada
- France : 21 juillet 2018 sur Canal+ Séries
- Suisse : 21 juin 2019 sur RTS Deux

- États-Unis : 642 000 téléspectateurs[2] (première diffusion)

### Épisode 2:Tchaikovsky
- États-Unis /  Canada : 4 avril 2018 sur FX / FX Canada
- France : 21 juillet 2018 sur Canal+ Séries

- États-Unis : 616 000 téléspectateurs[3] (première diffusion)

### Épisode 3:Planification des transports urbains
- États-Unis /  Canada : 11 avril 2018 sur FX / FX Canada
- France : 21 juillet 2018 sur Canal+ Séries

- États-Unis : 705 000 téléspectateurs[4] (première diffusion)

### Épisode 4:Monsieur et madame Teacup
- États-Unis /  Canada : 18 avril 2018 sur FX / FX Canada
- France : 21 juillet 2018 sur Canal+ Séries

- États-Unis : 569 000 téléspectateurs[5] (première diffusion)

### Épisode 5:La grande guerre patriotique
- États-Unis /  Canada : 25 avril 2018 sur FX / FX Canada
- France : 21 juillet 2018 sur Canal+ Séries

- États-Unis : 538 000 téléspectateurs[6] (première diffusion)

### Épisode 6:Du rififi chez les hommes
- États-Unis /  Canada : 2 mai 2018 sur FX / FX Canada
- France : 21 juillet 2018 sur Canal+ Séries

- États-Unis : 611 000 téléspectateurs[7] (première diffusion)

### Épisode 7:Harvest
- États-Unis /  Canada : 9 mai 2018 sur FX / FX Canada
- France : 21 juillet 2018 sur Canal+ Séries

- États-Unis : 671 000 téléspectateurs[8] (première diffusion)

### Épisode 8:Le sommet
- États-Unis /  Canada : 16 mai 2018 sur FX / FX Canada
- France : 21 juillet 2018 sur Canal+ Séries

- États-Unis : 620 000 téléspectateurs[9] (première diffusion)

### Épisode 9:Jennings, Elizabeth
- États-Unis /  Canada : 23 mai 2018 sur FX / FX Canada
- France : 21 juillet 2018 sur Canal+ Séries

- États-Unis : 730 000 téléspectateurs[10] (première diffusion)

### Épisode 10:Point de départ
- États-Unis /  Canada : 30 mai 2018 sur FX / FX Canada
- France : 21 juillet 2018 sur Canal+ Séries

- États-Unis : 922 000 téléspectateurs[11] (première diffusion)